# Pyrausta byrrhalis
Pyrausta byrrhalis là một loài bướm đêm trong họ Crambidae.